# Baxter (Minnesota)
Baxter é uma cidade localizada no estado americano de Minnesota, no Condado de Crow Wing.

## Demografia
Segundo o censo americano de 2000, a sua população era de 5555 habitantes. 
Em 2006, foi estimada uma população de 7885, um aumento de 2330 (41.9%).

## Geografia
De acordo com o United States Census Bureau tem uma área de 
51,0 km², dos quais 44,9 km² cobertos por terra e 6,1 km² cobertos por água. Baxter localiza-se a aproximadamente 368 m acima do nível do mar.

## Localidades na vizinhança
O diagrama seguinte representa as localidades num raio de 20 km ao redor de Baxter. 